# Hyperthaema signatus
Hyperthaema signatus är en fjärilsart som beskrevs av Walker 1862. Hyperthaema signatus ingår i släktet Hyperthaema och familjen björnspinnare. Inga underarter finns listade i Catalogue of Life.